# 天祖神社 (葛飾区東新小岩)
天祖神社（てんそじんじゃ）は、東京都葛飾区の神社。

## 歴史
創建年代は不明であるが、葛西御厨の成立（1165年）以降に創建されたと推測される。上平井村の鎮守であった。
境内には、摂末社として多賀・三峰・疱瘡の三社がある。また戦前に観音菩薩像が出土しており、現在は別当寺であった東光寺に安置されている。

## 交通アクセス
- 新小岩駅より徒歩15分。